# 安澤爾斯基島
安澤爾斯基島是俄羅斯的島嶼，位於白海，屬於索洛韋茨基群島的一部分，由阿爾漢格爾斯克州負責管轄，面積47平方公里，是該群島第二大島嶼，最高點海拔高度86米。